# 水谷龍二
水谷 龍二（みずたに りゅうじ、1952年3月4日 - ）は、日本の演出家・劇作家・脚本家。水谷竜二名義で活動していた時期もある。
北海道苫小牧市出身。苫小牧工業高等専門学校機械工学科卒。

## 略歴
1952年（昭和27年）生まれ。
工業高等専門学校生時代から映画や文学に傾倒する。
1972年（昭和47年）に上京して大手自動車メーカーに就職するも、5か月で退職。その後テレビで『コント55号のなんでそうなるの?』を観て、自分も台本を書いてみたいと思い、テレビ局に自作のコントの台本を持ち込む。後にその『コント55号のなんでそうなるの?』（日本テレビ系バラエティ番組）で、放送作家デビュー。
1982年（昭和57年）からは、テレビドラマの脚本や、芝居の作・演出を手がける。自身初のドラマ脚本作品は「刑事ガモさんシリーズ」。
かつて5年ほどオフィス・トゥー・ワンに所属していた。
1994年（平成6年）、演劇集団「星屑の会」を結成。
「平成15年度日本演劇協会賞（第13回）」を受賞した（対象作品は「風間杜夫ひとり芝居三部作 一挙上演!!」など）。

## 舞台（作・演出）
- 「喜劇清瀬俳優養老院」 （1983年 本多劇場、東京ヴォードヴィルショー）　-　※ 作
- 「ホームレスハート」 （1998年、トムプロジェクト、高橋和也主演）
- 一人芝居三本立興行「麗しき三兄妹」 （1999年、トムプロジェクト、有薗芳記・渡辺哲・西牟田恵）
- 村上ショージひとり芝居 「大阪奇人列伝」 （2001年、トムプロジェクト）
- 「乙女の祈り」 （2002年 本多劇場ほか、トムプロジェクト）
- 「子供騙し」 （2002年 本多劇場ほか、トムプロジェクト）
- 「居残り佐平次～ 次郎長恋の鞘当て」 （2002年 明治座）
- 「火焔太鼓」 （2002年 明治座、トムプロジェクト）
- 「缶詰」 （2002年）　-　※ 作[7]
- 「夫婦犯罪」 （2003年 本多劇場ほか、トムプロジェクト）
- 「丹下左膳」 （2004年 新橋演舞場、中村獅童主演）　-　※ 作・監修（小野鉄二郎演出）
- 「一天地六」 （2004年 花園神社野外公演、椿組）
- 「うそつき弥次郎」 （2007年 明治座）
- 「そのまま!」 （2008年 シアター1010ほか）
- 「三平物語」 （2009年 明治座）[8]
- 「逝った男の残したものは」 （2009年、トムプロジェクト）[9]
- 「月夜の告白」 （2009年 苫小牧市文化会館ホール）

### 風間杜夫ひとり芝居
- 「旅の空」 （1997年、トムプロジェクト）
- 「カラオケマン」 （2001年 シアタートップス、トムプロジェクト）
- 「風間杜夫ひとり芝居三部作 一挙上演!!」 （3部 「一人」） （2001年、トムプロジェクト）
- 4部「コーヒーをもう一杯」5部「霧のかなた」 （2008年、トムプロジェクト）

### 星屑の会
- 「マネージャー」 （1995年 タイニイアリス）
- 「星宵の町～山田修とハローナイツ物語～」 （1996年 本多劇場）
- 「ある晴れた日の自衛隊3 セクハラ奮闘編」 （1996年 ザ・スズナリ）
- 「星屑の町2 山田修とハローナイツ物語・南国旅情篇」 （1996年 本多劇場）
- 「クレイジーホスト」 （1997年 本多劇場）
- アパート三部作 南風荘の人 「親友」 （1997年 ザ・スズナリ）
- アパート三部作 南風荘の人々 「掃除屋」 （1997年 ザ・スズナリ）
- 「星屑の町3 ナニワ純情篇」 （1998年 本多劇場）
- 「ある晴れた日の自衛隊」 （1999年 本多劇場）[10]
- 「次郎長漫遊記」 （1999年 本多劇場）
- 「星屑の町4～長崎慕情篇」 （2000年 本多劇場）
- 「淋しい都に雪が降る」 （2000年 青山円形劇場）[11]
- 「クレイジーホスト リターンズ」 （2001年 本多劇場）
- 「ストロベリーハウス」 （2001年 世田谷パブリックシアター）
- 星宵の会 番外編 「損友」 （2004年 パンプルムス、三田村周三・でんでん・菅原大吉）[12]
- 「星屑の町～東京砂漠篇」 （2006年 本多劇場）
- 「星屑の町～新宿歌舞伎町篇～　コマ劇場SPECIAL」 （2008年 新宿コマ劇場）

## 新作歌舞伎（作・演出）
- 「愚図六」 （2000年 中村勘九郎主演の新作歌舞伎）

## 映画（脚本）
- 「看護婦日記　わいせつなカルテ」 （1980年）　-　竹山洋との共同執筆
- 「がんばれ!! タブチくん!! 激闘ペナントレース」 （1980年）　-　辻真先らとの共同執筆

## テレビドラマ（脚本）
- 「もんもんドラエティ」 （1981-1982年 テレビ東京）
- ザ・サスペンス 「刑事ガモさんシリーズ」 全2作 （1982年 TBS）
- 「AカップCカップ」 （1983年 テレビ東京）
- 「ビートたけしの学問ノススメ」 （1984年 TBS）
- 花王名人劇場 「寝ぼけ署長シリーズ」 #2・#4・#6 （1984-1985年 関西テレビ・フジテレビ）
- 「TVオバケてれもんじゃ」 （1985年 フジテレビ）
- 「お坊っチャマにはわかるまい!」 （1986年 TBS）
- 「妻たちの危険な関係」 （1986年 日本テレビ）　-　大原豊との共同執筆
- 「敵同志好き同志」 （1987年 日本テレビ）
- 「パパこげてるョ!」 （1987年 テレビ東京）　-　広岡豊との共同執筆
- ドラマ23  TBS
  - 「とまどいの日々」 （1987年、青島幸男原作）
  - 「プロポーズは週末に」 （1988年）
  - 「とまどいの夜」 （1988年）
  - 「こんな男と暮らしてみたい」 （1989年、水上洋子原作）[13]
- 花王 愛の劇場 「小春の春」 （1989年 TBS）
- 「時間ですよ 平成元年」 （1989年 TBS）　-　山元清多との共同執筆
- 「新春!時間ですよスペシャル｢梅の湯の結婚式はギャグでいっぱい」 （1990年1月2日 TBS）　-　山元清多との共同執筆
- 東芝日曜劇場 「四月の雨」 （1990年4月29日 RKB・TBS）　-　日本民間放送連盟賞テレビドラマ部門優秀賞受賞作品[14]
- 森村誠一サスペンス 「夜の声」 （1990年8月27日 関西テレビ・フジテレビ）
- 不思議サスペンス 「知らない旅」 （1991年9月2日 関西テレビ・フジテレビ）
- 群馬テレビ開局20周年記念ドラマ「帰郷・それぞれの夏」（1991年9月28日）日本民間放送連盟賞テレビドラマ部門優秀賞受賞作品
- 大河ドラマ 「琉球の風 DRAGON SPIRIT」 （1993年 NHK、陳舜臣原作）　-　山田信夫との共同執筆
- ドラマ30
  - 「娘からの宿題」 （1993年 CBC・TBS）
  - 「家族曲線」 （1998年 CBC・TBS）
- 「お玉・幸造夫婦です」 （1994年 日本テレビ）　-　松原敏春との共同執筆
- 「劇的紀行 深夜特急シリーズ」 全3作 （1993年 名古屋テレビ・テレビ朝日、沢木耕太郎原作）
- 「事件・市民の判決」 （1996年 テレビ東京）
- 「流れ板七人」 （1997年 テレビ朝日）
- 十津川警部シリーズ TBS 西村京太郎原作
  - 19 「伊豆・七滝殺人事件」 （2000年4月3日）
  - 26 「特急おおぞら殺人事件」 （2002年9月30日）
  - 29 「松山・道後十七文字の殺人」 （2003年9月22日）
- 火曜サスペンス劇場  「どうぞ安らかに」 （2001年6月5日 日本テレビ）[15]
- 「ビタミンF」第二章 パンドラ （2002年 NHK BS2、重松清原作）
- 芸術劇場スタジオ演劇 「そのまま!」 （2005年5月8日 NHK教育）
- ナショナル劇場 「浅草ふくまる旅館」 （2007年 TBS）
- 土曜ワイド劇場 「おかしな刑事」第7作 （2011年6月4日 テレビ朝日）
- 松本清張ミステリー時代劇 第4話「左の腕」 （2015年5月12日、BSジャパン）

## ビデオドラマ（脚本）
- 「コンプレックス・ブルー」 （1994年 フジテレビのビデオサスペンスシリーズ）

## テレビアニメ（脚本）
- 「キャッツ・アイ」18話・22話 （1983年 日本テレビ、北条司原作）

## 漫画（原作）
- 「トライ・トライ」 （1982年 週刊少年サンデー、内山まもる画）
- 「ドクター泰介」 （1985年No.12読み切り ビッグゴールド、小野新二画）
- 「幸福大通り」 （1987年 月刊アフタヌーン、内山まもる画）

## 著書
- 『Complex blue』徳間書店　1994
- 『星屑の町 山田修とハローナイツ物語』モーニングデスク 1998